# 3,9-Dihidroksipterokarpan 6a-monooksigenaza
3,9-Dihidroksipterokarpan 6a-monooksigenaza (EC 1.14.13.28, 3,9-dihidroksipterokarpanska 6a-hidroksilaza, 3,9-dihidroksipterokarpanska 6alfa-monooksigenaza) je enzim sa sistematskim imenom (6aR,11aR)-3,9-dihidroksipterokarpan,NADPH:kiseonik oksidoreduktaza (6a-hidroksilacija). Ovaj enzim katalizuje sledeću hemijsku reakciju
()-3,9-dihidroksipterokarpan + + + O2 {\displaystyle \rightleftharpoons } (6aS,11aS)-3,6a,9-trihidroksipterokarpan + + + 2O
Ovaj enzim je hem-tiolni protein (P-450). U zrnima soje, produkt reakcije je biosintetički prekurzor fitoaleksin gliceolina.

## Literatura
- Nicholas C. Price; Lewis Stevens (1999). Fundamentals of Enzymology: The Cell and Molecular Biology of Catalytic Proteins (Third изд.). USA: Oxford University Press. ISBN 019850229X.
- Eric J. Toone (2006). Advances in Enzymology and Related Areas of Molecular Biology, Protein Evolution (Volume 75 изд.). Wiley-Interscience. ISBN 0471205036.
- Branden C; Tooze J. Introduction to Protein Structure. New York, NY: Garland Publishing. ISBN 0-8153-2305-0.
- Irwin H. Segel. Enzyme Kinetics: Behavior and Analysis of Rapid Equilibrium and Steady-State Enzyme Systems (Book 44 изд.). Wiley Classics Library. ISBN 0471303097.

## Spoljašnje veze
- 3,9-dihydroxypterocarpan+6a-monooxygenase на 